# Alfred-Döblin-Preis
De Alfred Döblin-prijs, vernoemd naar Alfred Döblin, is een tweejaarlijkse literaire prijs voor niet-gepubliceerde proza.  In 1979 werd ze ingesteld door Günter Grass.
Sinds 2007 wordt de winnaar bepaald door een voorleeswedstrijd. De genomineerden dragen hun teksten voor. De winnaar wordt onmiddellijk na de lezingen door de jury bepaald. De prijsuitreiking is daags daarna in de Academie van Beeldende Kunsten in Berlijn. Het prijzengeld bedraagt 15.000 euro.

## Winnaars
- 2021: Deniz Utlu
- 2019: Ulrich Woelk
- 2017 María Cecilia Barbetta[1]
- 2015 Natascha Wodin
- 2013 Saša Stanišić
- 2011 Jan Peter Bremer
- 2009 Eugen Ruge
- 2007 Michael Kumpfmüller
- 2005 Jan Faktor
- 2003 Kathrin Groß-Striffler
- 2001 Josef Winkler, aanmoedigingsprijs voor Heike Geißler
- 1999 Norbert Gstrein
- 1997 Ingomar von Kieseritzky, Michael Wildenhain
- 1995 Katja Lange-Müller, aanmoedigingsprijs voor Ingo Schulze
- 1993 Reinhard Jirgl, aanmoedigingsprijs voor Andreas Neumeister
- 1991 Peter Kurzeck, aanmoedigingsprijs voor Norbert Bleisch
- 1989 Einar Schleef, Edgar Hilsenrath
- 1987 Libuše Moníková
- 1985 Stefan Schütz
- 1983 Gerhard Roth

### Jaarlijkse prijs
- 1981 Gert Hofmann
- 1980 Klaus Hoffer
- 1979 Gerold Späth